# ジェーン・カーティン
ジェーン・カーティン（Jane Therese Curtin、1947年9月6日 - ）は、アメリカ合衆国マサチューセッツ州生まれの女優、コメディアン、声優である。

## プロフィール
1947年にマサチューセッツ州に生まれる。高校卒業後にニューヨークの大学へ進学したが、コメディアンになることを決意して中退。その後コメディ・グループの“The Proposition”へ参加して1972年まで在籍。
その後、人気テレビ番組のサタデー・ナイト・ライブの番組創設からレギュラーとして出演し、徐々にその知名度を上げていく。番組内では、ダン・エイクロイド、ジョン・ベルーシ、ビル・マーレイなどのそうそうたるコメディアンたちと共演し、一躍人気者の座へのし上がる。中でも、エイクロイドとのコンビを見せた異星人夫妻の“コーンヘッド”は、後に映画化もされた。
番組を卒業した後も、テレビドラマや映画、ブロードウェイ舞台などに精力的に出演している。かつて出演したコメディ番組『ケイト&アリー』において、2度エミー賞を獲得しており、ゴールデン・グローブ賞にもノミネートされた実力を持つ。

## 私生活
従姉には、女優で脚本家のヴァレリー・カーティンがいる。また私生活においては、1975年に結婚しており、現在は二児の母親でもある。家族は現在コネチカット州在住。

## 出演作品

### 映画
- ひと妻窃盗団 How to Beat the High Co$t of Living (1980)
- 突撃! O.Cとスティッグス/ お笑い黙示録 O.C. and Stiggs (1985)
- コーンヘッズ Coneheads (1993)
- ブルックリン・ロブスター Brooklyn Lobster (2005)
- シャギードッグ The Shaggy Dog (2006)
- ライブラリアン/ キング・ソロモンの呪文 The Librarian: Return to King Solomon's Mines (2006)
- 40男のバージンロード I Love You, Man (2009)　日本未公開
- ケイト・レディが完璧（パーフェクト）な理由（ワケ） I Don't Know How She Does It (2011)
- デンジャラス・バディ The Heat (2013)
- ある女流作家の罪と罰 Can You Ever Forgive Me? (2018)
- バッド・スパイ The Spy Who Dumped Me (2018)
- 世界一不幸せなボクの初恋 Ode to Joy (2019)

### テレビドラマ
- ラブ・ボート Love Boat (1977)
- ケイト&アリー Kate & Allie (1984-1989)
- 3rd Rock from the Sun (1996-2001)
- アンフォゲッタブル 完全記憶捜査 Unforgettable (2011 TV series) (2012-2014)

### 声の出演
- アンツ Antz (1998)
- ヘラクレス Hercules (1998)